# Cruising (Film)
Cruising (engl. „umherfahren“, „kreuzen“: siehe Cruising) ist ein US-amerikanischer Thriller aus dem Jahr 1980. Regie führte William Friedkin, der auch das Drehbuch schrieb.
Die Handlung basiert lose auf dem gleichnamigen Roman von Gerald Walker. Erzählt wird die Geschichte eines Serienmörders, der in den 1970er Jahren in New York City homosexuelle Männer tötete.

## Handlung
Eine brutale Mordserie verbreitet Angst und Schrecken in New Yorks schwuler Leder- und SM-Szene. Der sadistische Täter scheint aus den eigenen Reihen zu kommen. Der Streifenpolizist Steve Burns wird beauftragt, in die Szene einzutauchen und den Lockvogel zu spielen, da er äußerlich dem Typus der Mordopfer entspricht. Er akzeptiert den ungewöhnlichen Auftrag, weil er sich davon einen Karrieresprung erhofft. Für den heterosexuellen Burns beginnt eine Reise in eine unbekannte Welt, die ihn in seiner sexuellen Identität verunsichert. So bahnt sich eine Freundschaft zwischen ihm und seinem schwulen Nachbarn Ted an, was zu einer Eifersuchtsszene mit Teds Freund führt. Die Ermittlungen belasten auch seine Beziehung zu seiner Freundin, weshalb sich beide vorübergehend trennen. Ein erster Tatverdächtiger, der während des Verhörs eingeschüchtert und verprügelt wird, entpuppt sich als unschuldig. Burns ist empört über die Brutalität und Menschenverachtung, die die Polizei gegenüber dem schwulen Tatverdächtigen an den Tag legt. Er droht damit, seinen Dienst zu quittieren. Captain Edelson, sein Vorgesetzter, kann ihn dazu überreden, weiterzumachen und stellt ihm die Beförderung zum Detective in Aussicht.
Burns verfolgt nun eine neue Spur und ermittelt unter Studenten der Columbia University, die bei einem der früheren Opfer, einem College-Professor, studiert haben. Schließlich glaubt Burns, den Serienmörder gefunden zu haben. Es ist Stuart Richards, ein schwuler Musikstudent, der an Schizophrenie leidet. Als Burns in dessen Wohnung einbricht, entdeckt er einen Karton mit Briefen an seinen Vater.
Burns trifft sich mit Richards nachts im Morningside Park und überredet ihn zu Sex. Als Burns ihn bittet, seine Hose herunterzuziehen, versucht Richards ihn zu erstechen. Doch Burns ist schneller und sticht ihm in die Seite, so dass er handlungsunfähig ist. Richards wird verhaftet, und es stellt sich heraus, dass seine Fingerabdrücke mit denen übereinstimmen, die der Mörder in einem Sexkino hinterlassen hat.
Burns wird bald zum Detective ernannt und kehrt zu seiner Freundin zurück. Die Polizei findet den mit einem Messer ermordeten Ted, geht aber von einer Beziehungstat aus.

## Hintergrund
Cruising wurde zum Teil vor Ort in New Yorker Schwulenclubs gedreht. Der Film löste bereits im Vorfeld heftige Kontroversen in Homosexuellenkreisen aus, weil befürchtet wurde, dass sie zu negativ dargestellt würden. In einem Artikel vom 16. Juli 1979 rief Arthur Bell in der Village Voice dazu auf, die Produktion nach Möglichkeit zu behindern. Es kam zu Protestveranstaltungen während der Dreharbeiten sowie zum Filmstart in den USA.
Cruising wurde am 8. Februar 1980 in New York uraufgeführt. Am 22. Februar 1980 lief der Film außer Konkurrenz auf der Berlinale, am 25. August desselben Jahres startete er in den deutschen Kinos.

## Kritiken
„Zwar gelingt es Friedkin nicht immer, die komplexe Faszination seiner Hauptfigur deutlich zu machen, aber als schwarzer Großstadtkrimi in der Tradition des ebenfalls von Friedkin inszenierten ‚French Connection‘ besitzt der Film eine beachtliche Qualität.“

„[D]ie bemühte Authentizität in der Milieubeschreibung und die nervenzerrenden Action-Szenen können nicht darüber hinwegtäuschen, daß Friedkin letztlich davor zurückschreckt, sich auf die explosive Brisanz seines Themas vorbehaltlos einzulassen. Die dramaturgischen Ungereimtheiten des letzten Filmdrittels […] unterminieren die Genre-Logik des Detektiv-Thrillers, und als Psychogramm eines Polizisten bleibt „Cruising“ unüberzeugend, da die wachsende sexuelle Ambivalenz der Hauptfigur nicht ausgelotet wird.“

„Friedkin, der mit seinem früheren Film ‚Die Harten und die Zarten‘ wesentlich differenzierter Homosexualität behandelt hatte, beschränkt sich hier ausschließlich auf den brutalen, käuflichen Schwulen-Sex, dessen manisch-hitzige Körperlichkeit spektakulär ekelerregend erscheint. […] Da Friedkin so nachhaltig in der Kulisse schwelgt, bleiben für den eigentlichen Plot nur Routineszenen übrig. Dem Mörder wird schnell aus dem Standardrepertoire der Psychopathologie eine krankhafte Vaterfixierung angehängt, bevor es zum wirr herbeigezogenen Show-Down in den Central Park abgeht.“

„In der übertrieben auf nervenzerrende Effekte getrimmten Story mit brutal inszenierten Morden geht die Thematik von der Brüchigkeit humaner und sozialer Normen schnell verloren. Den Film interessiert allein die atmosphärische Ausbeutung des Milieus, das er als Inferno darstellt.“

## Auszeichnungen
- 1981: Nominiert für die Goldene Himbeere als schlechtester Film
- 1981: Nominiert für die Goldene Himbeere für das schlechteste Drehbuch
- 1981: Nominiert für die Goldene Himbeere für die schlechteste Regie